# Nantai (Vulkan)
Der Nantai (jap. 男体山, -san) ist ein Berg im Nikkō-Nationalpark in Zentral-Honshū, der Hauptinsel Japans. Er ist 2484 Meter hoch.

## Geografie
Der Schichtvulkan liegt am Nordufer des Chūzenji-Sees.

## Ausbrüche des Vulkans
Der See entstand, als ein Lavastrom des Nantai den Fluss Daiya blockierte. In der Gegenwart wird der Lavastrom durch die Kegon-Fälle überwunden. Bei zwei späteren Ausbrüchen wurde Schlacke ausgeworfen und es bildeten sich pyroklastische Ströme. Bei einem weiteren  Ausbruch entstand ein aus Dazit bestehender Lavastrom. Dem letzten bekannten Ausbruch vor rund 10.000 Jahren ging eine etwa 3000 Jahre lange Ruhephase voraus. Bei diesem Ausbruch kam es erneut zu pyroklastischen Strömen.

## Ausflugsziel

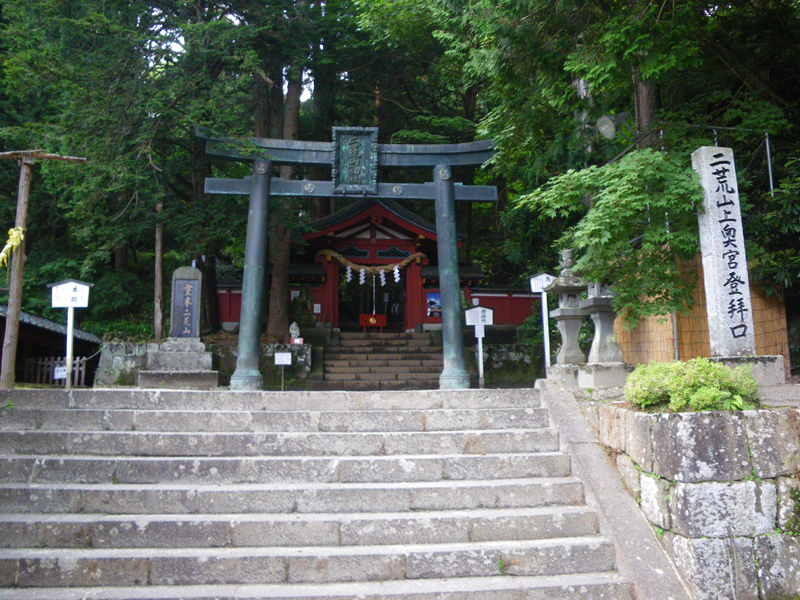
Eingang zum Gipfelpfad

Der Berg ist bei Wanderern und Pilgern beliebt; ein Pfad zum Gipfel führt zu Beginn durch ein Tor des Chūgūshi-Schreines am Fuß des Berges. Das Tor ist vom 5. Mai bis 25. Oktober geöffnet. Im Chūgūshi-Schrein und im Nikkō-Futarasan-Schrein wird der Kami des Berges, Onamuchi no Mikoto verehrt. 
Der Berg ist auf der Liste der 100 berühmten japanische Berge verzeichnet.